# Fritz Arend
Fritz Arend (* 29. Juli 1937 in Saarbrücken; † 1998 in Karlsruhe) war ein deutscher Maler, Glasmaler und Bildwirker.

## Leben
Fritz Arend wuchs in Ludwigshafen am Rhein, am Heuberg und in Garmisch auf. Nach dem Besuch eines naturwissenschaftlichen Gymnasiums machte er eine Lehre zum Schaufenstergestalter. Von 1957 bis 1965 studierte Arend an der Staatlichen Akademie der Bildenden Künste in Karlsruhe und war dort Schüler von Walla Brücklmeier, bei der er die Bildwirkerei erlernte, sowie bei Emil Wachter Walter Becker und HAP Grieshaber. 1960 wurde er als Stipendiat in die Studienstiftung des deutschen Volkes aufgenommen, 1961 wurde er Meisterschüler bei Georg Meistermann. Ab 1966 arbeitete er als freischaffender Künstler und Bildwirker. Unter anderem stellte er immer wieder mit der Künstlerin und Bildwirkerin Uta Ohndorf-Rösiger (* 1935) aus.
Fritz Arend starb 1998 in Karlsruhe.

## Werk
Arends Bildteppiche zeigen ins Abstrakte gehende florale und figürliche Motive, meist kombiniert mit einem stark akzentuierten Grundton. Thematisch setzte sich Arend mit der griechischen Mythologie und Märchenmotiven auseinander, nutzte aber auch individuelle Symbole. Ein großer Teil von Arends Werk befindet sich heute in Privatbesitz.
Seine großformatige Bildwirkerei Ikarus (1978) hing viele Jahre lang im Eingangsbereich des Badischen Landesmuseums. Sein letzter Auftrag, dessen Ausführung nicht über die Entwürfe hinausging, war der Bundesadler im Bundesverfassungsgericht. 

### Ausgewählte Werke in öffentlichem Besitz
- Die Nacht vor der Taufe, Bildwirkerei, 1967, Karlsruhe, Badisches Landesmuseum
- Inselpferd, Bildwirkerei, 1960, Karlsruhe, Bundesgerichtshof
- Telchinen, Bildwirkerei, 1969, Köln, Rathaus
- Stierturm, Bildwirkerei, 1961, Stuttgart, Kultusministerium
- Sekunden der Ewigkeit, Bildwirkerei, 1973, Karlsruhe, Bundesverfassungsgericht
- Mythologische Landschaft, Bildwirkerei, 1975, Ludwigsburg, Gemeinschaft der Freunde Wüstenrot
- Ikarus, Bildwirkerei, 1978, Karlsruhe, Badisches Landesmuseum[1]
- Majolika-Relief, 1983, Karlsruhe, Grund- und Hauptschule Daxlanden[4]

### Ausstellungskataloge
- Bildteppiche von Fritz Arend. Ausst.-Kat. Badisches Landesmuseum Karlsruhe, 1972 (Online).
- Uta Rösiger, Fritz Arend: Gobelins in der Pfälzischen Landesgewerbeanstalt, Kaiserslautern. Ausst.-Kat. Baden-Baden: Kunsthalle, 1964.
- Uta Rösiger, Fritz Arend: Gobelins in der Staatlichen Kunsthalle Baden-Baden. Ausst.-Kat. Baden-Baden: Staatliche Kunsthalle, 1963.